# Echinochloa paludigena
Echinochloa paludigena là một loài thực vật có hoa trong họ Hòa thảo. Loài này được Wiegand mô tả khoa học đầu tiên năm 1921.